# Kancilan
Kancilan is een bestuurslaag in het regentschap Japara van de provincie Midden-Java, Indonesië. Kancilan telt 8867 inwoners (volkstelling 2010).